# Intel Core (microarquitectura)
La microarquitectura Intel Core (coneguda provisionalment com a microarquitectura de nova generació i desenvolupada com a Merom) és una microarquitectura de processadors multinucli llançada per Intel a mitjans de 2006. És una evolució important respecte a la Yonah, la iteració anterior de la sèrie de microarquitectura P6 que va començar el 1995 amb Pentium Pro. També va substituir la microarquitectura NetBurst, que patia un alt consum d'energia i una intensitat de calor a causa d'una canalització ineficient dissenyada per a una velocitat de rellotge elevada. A principis de 2004, la nova versió de NetBurst (Prescott) necessitava una potència molt alta per assolir els rellotges que necessitava per a un rendiment competitiu, la qual cosa la feia inadequada per al canvi a CPU dual/multi-core. El 7 de maig de 2004 Intel va confirmar la cancel·lació del proper NetBurst, Tejas i Jayhawk. Intel havia estat desenvolupant Merom, l'evolució de 64 bits del Pentium M, des de 2001, i va decidir expandir-lo a tots els segments del mercat, substituint NetBurst en ordinadors de sobretaula i servidors. Va heretar del Pentium M l'elecció d'un pipeline curt i eficient, que ofereix un rendiment superior tot i no arribar als rellotges alts de NetBurst.
Els primers processadors que van utilitzar aquesta arquitectura van ser anomenats en codi ' Merom ', ' Conroe ' i ' Woodcrest '; Merom és per a la informàtica mòbil, Conroe és per a sistemes d'escriptori i Woodcrest és per a servidors i estacions de treball. Tot i que són arquitectònicament idèntiques, les tres línies de processador es diferencien en el sòcol utilitzat, la velocitat del bus i el consum d'energia. Els primers processadors d'escriptori i mòbils basats en Core es van anomenar Core 2, i després es van expandir a les marques Pentium Dual-Core, Pentium i Celeron de gamma baixa; mentre que els processadors basats en el servidor i l'estació de treball tenien la marca Xeon.

Microarquitectura Intel Core

## Característiques
La microarquitectura Core va tornar a velocitats de rellotge més baixes i va millorar l'ús tant dels cicles de rellotge disponibles com de la potència en comparació amb la microarquitectura NetBurst anterior de les CPU de marca Pentium 4 i D. La microarquitectura Core proporciona etapes de descodificació, unitats d'execució, memòria cau i busos més eficients, reduint el consum d'energia de les CPU de la marca Core 2 alhora que augmenta la seva capacitat de processament. Les CPU d'Intel han variat àmpliament en el consum d'energia segons la velocitat de rellotge, l'arquitectura i el procés de semiconductors, que es mostren a les taules de dissipació de potència de la CPU.
Igual que les darreres CPU NetBurst, els processadors basats en Core inclouen múltiples nuclis i suport de virtualització de maquinari (comercialitzat com Intel VT-x) i Intel 64 i SSSE3. No obstant això, els processadors basats en el nucli no tenen la tecnologia d'hiper-threading com en els processadors Pentium 4. Això es deu al fet que la microarquitectura Core es basa en la microarquitectura P6 utilitzada per Pentium Pro, II, III i M.
La memòria cau L1 de la microarquitectura Core a 64 KB L1 memòria cau/nucli (32 Dades KB L1 + 32 KB L1 Instruction) és tan gran com a Pentium M, en lloc de 32 KB sobre Pentium II / III (16 Dades KB L1 + 16 Instrucció KB L1). La versió de consum també no té una memòria cau L3 com en el nucli Gallatin del Pentium 4 Extreme Edition, tot i que està present exclusivament a les versions de gamma alta de Xeons basats en Core. Tant una memòria cau L3 com l'hiper-threading es van tornar a introduir a la línia de consumidors a la microarquitectura Nehalem.

## Tecnologia
Tot i que la microarquitectura Core és una revisió arquitectònica important, es basa en part en la família de processadors Pentium M dissenyada per Intel Israel. La canalització de Core/ Penryn té 14 etapes, menys de la meitat del de Prescott. El successor de Penryn, Nehalem, té una penalització per error de predicció de branca dos cicles més alta que Core/Penryn. Idealment, el nucli pot suportar fins a 4 instruccions per cicle (IPC), en comparació amb la capacitat de 3 IPC de les microarquitectures P6, Pentium M i NetBurst. La nova arquitectura és un disseny de doble nucli amb una memòria cau L2 compartida dissenyada per obtenir el màxim rendiment per watt i una escalabilitat millorada.
Una nova tecnologia inclosa en el disseny és Macro-Ops Fusion, que combina dues instruccions x86 en una única microoperació. Per exemple, una seqüència de codi comuna com una comparació seguida d'un salt condicional es convertiria en una única microoperació. Tanmateix, aquesta tecnologia no funciona en mode de 64 bits.
El nucli pot executar càrregues de manera especulativa per davant de les botigues anteriors amb adreces desconegudes.
Altres noves tecnologies inclouen el rendiment d'1 cicle (2 cicles anteriorment) de totes les instruccions SSE de 128 bits i un nou disseny d'estalvi d'energia. Tots els components funcionaran a la velocitat mínima, augmentant la velocitat de manera dinàmica segons sigui necessari (similar a la tecnologia d'estalvi d'energia Cool'n'Quiet d'AMD i la tecnologia SpeedStep pròpia d'Intel dels processadors mòbils anteriors). Això permet que el xip produeixi menys calor i minimitzi l'ús d'energia.
Per a la majoria de les CPU de Woodcrest, el bus frontal (FSB) funciona a 1333 MT/s ; tanmateix, es redueix a 1066 MT/s per a l'extrem inferior 1,60 i 1,86 variants de GHz. La variant mòbil de Merom estava inicialment destinada a funcionar amb un FSB de 667 MT/s mentre que la segona onada de Meroms, suporta 800 MT/s FSB, es van llançar com a part de la plataforma Santa Rosa amb un sòcol diferent el maig de 2007. El Conroe orientat a l'escriptori va començar amb models amb un FSB de 800 MT/s o 1066 MT/s amb una línia de 1333 MT/s es va llançar oficialment el 22 de juliol de 2007.
L'ús d'energia d'aquests processadors és molt baix: l'ús mitjà d'energia ha d'estar entre 1 i 2 watts en variants de tensió ultra baixa, amb potències de disseny tèrmic (TDP) de 65 watts per a Conroe i la majoria de Woodcrests, 80 watts per a la 3,0. GHz Woodcrest, i 40 o 35 watts per a Woodcrest de baixa tensió. En comparació, l processador AMD Opteron 875HE a 2.2 GHz consumeix 55 watts, mentre que la línia Socket AM2 d'eficiència energètica s'adapta a l'embolcall tèrmic de 35 watts (especificat d'una manera diferent, de manera que no és directament comparable). Merom, la variant mòbil, apareix a 35 watts TDP per a les versions estàndard i 5 watts TDP per a versions d'ultra baixa tensió (ULV).
Anteriorment, Intel va anunciar que ara es centraria en l'eficiència energètica, en lloc del rendiment brut. Tanmateix, a l'Intel Developer Forum (IDF) a la primavera de 2006, Intel va anunciar tots dos. Alguns dels números promesos eren:
- Un 20% més de rendiment per a Merom al mateix nivell de potència; en comparació amb Core Duo.
- Un 40% més de rendiment per a Conroe amb un 40% menys de potència; en comparació amb Pentium D.
- Un 80% més de rendiment per a Woodcrest amb un 35% menys de potència; en comparació amb el Xeon de doble nucli original.